# Nelspoort
Nelspoort est une ville du Cap-Occidental, en Afrique du Sud. Elle s'étend au pied des Monts de Nuweveld, à 50 kilomètres au nord-est de Beaufort West, le long d'un ancien tronçon de l'autoroute N1, et non loin d'un oued, la Salt River, qui s'écoule de la montagne vers le sud.

## Histoire

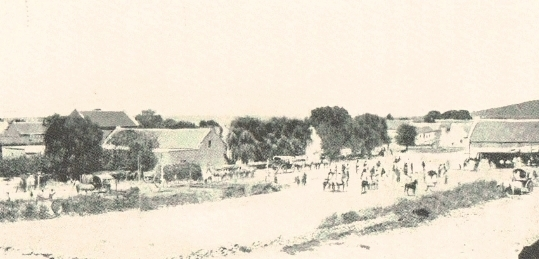
Colons et chariots arrivant à Nelspoort (1868).

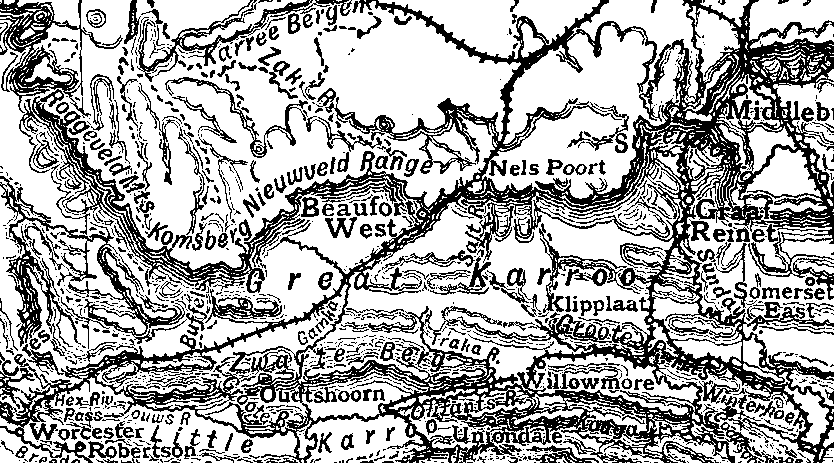
Position de Nelspoort au sein de la province de Beaufort West, dans le Grand Karoo (carte de 1911).

Les indigènes de ce désert étaient les San, dont on retrouve les peintures rupestres et les graffitis antiques à travers les collines entourant la ville, surtout sur les rochers de Tierkloof. Parmi les  animaux figurés sur ces rochers, on a cru pouvoir identifier le Megalotragus, un grand bovidé aujourd'hui éteint : cela ferait alors remonter ces peintures à plus de 10 000 ans.
Dans les années 1700, des colons afrikaans semi-nomades des confins de la Colonie du Cap, appelés Trekboers et  Griquas, vinrent s'installer par vagues de dizaines de personnes dans la région. Jusqu'à la fin du siècle, des fermes sporadiques se constituaient ici et là, mais l'essentiel des fermiers conservèrent leur mode de vie semi-nomade.
La ville de Neelsport n'est véritablement née qu'un siècle plus tard, lorsqu'un jeune immigrant anglo-italien, John Molteno, s'établit à cet endroit pour y bâtir une ferme de ce nom. En l'espace de quelques années, il en fit le cœur d'un énorme réseau de fermes d'élevages, et lui-même devint Premier ministre de la Colonie du Cap. Tournée vers l'exportation de laine, la région fut aménagée par ses successeurs et la ferme de Nelspoort devint ainsi le noyau d'une ville en pleine croissance.
Au cours de la guerre des Boers, les Britanniques construisirent des centaines de blockhaus pour couvrir la ligne de chemin de fer. Les ravages de la tuberculose et d'autres affections pulmonaires chez les colons amenèrent à l'ouverture d'un sanatorium en 1920 : le climat sec et l'air frais des montagnes étaient propices à l'installation d'un tel hôpital à cet endroit, et cela permit d'employer de nombreux villageois. La réputation de l'établissement était telle pendant la première moitié du XXe siècle qu'il reçut même la visite de membres de la famille royale d'Angleterre ; mais vers la fin des années 1970, la tuberculose était pratiquement éradiquée et le sanatorium ferme finalement ses portes.
Une rectification récente du tracé de l’autoroute N1 (la principale artère du pays) et de la ligne ferroviaire du Cap, a privé la ville d'une grande partie de ses débouchés commerciaux, et sa population est en forte baisse depuis.

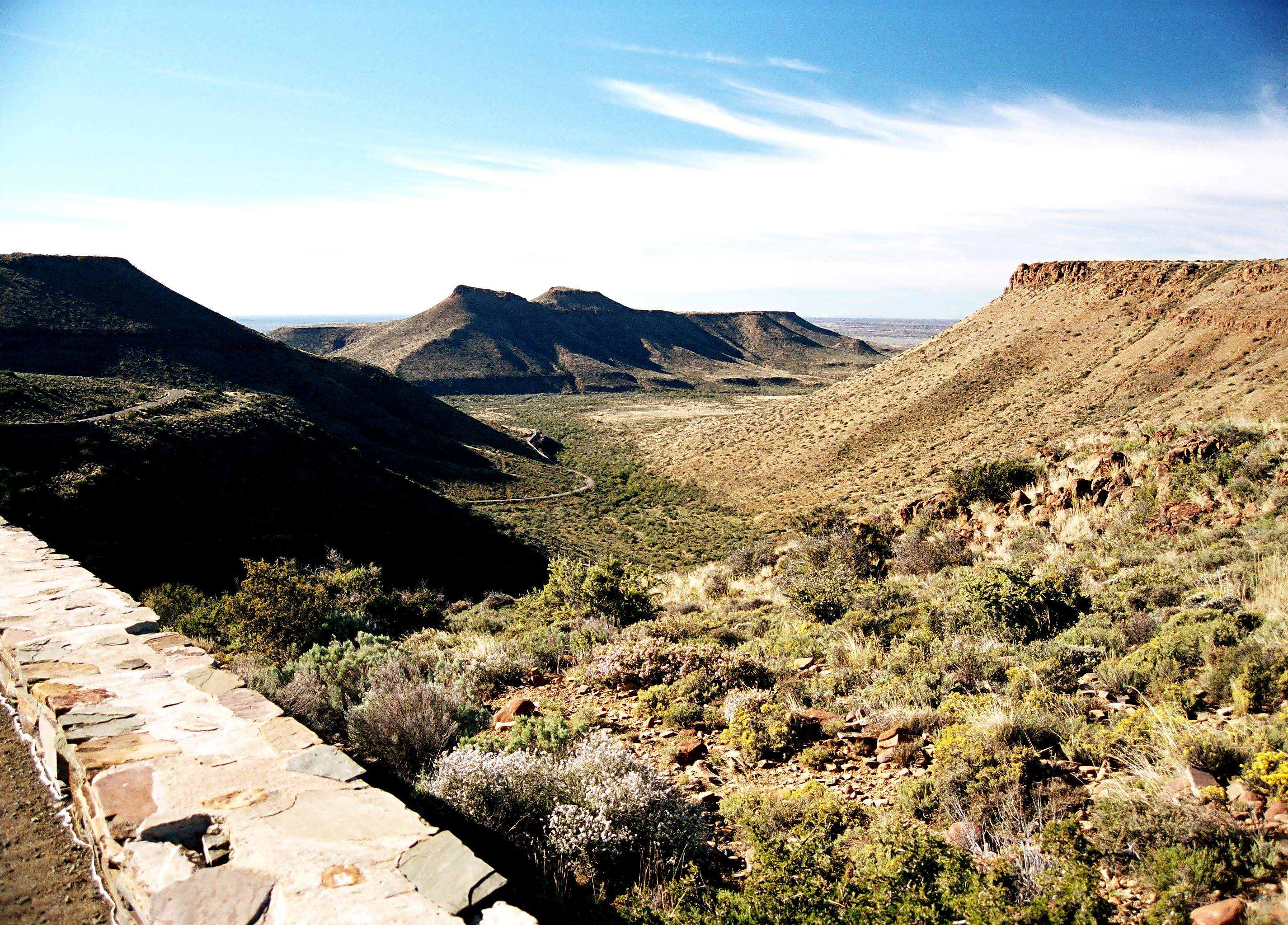
Les Monts Nuweveld, autour de Nelspoort.